# Estació de les Borges del Camp
Les Borges del Camp és una estació de ferrocarril propietat d'adif situada al municipi de les Borges del Camp, allunyada del nucli urbà, a la comarca del Baix Camp. L'estació es troba a la línia Reus-Casp i hi tenen parada trens regionals de la línia R15 de Rodalies de Catalunya i de mitjana distància, ambdues operades per Renfe Operadora. L'any 2016 va registrar l'entrada de 5.000 passatgers.
Aquesta estació, projectada inicialment per la Companyia dels Ferrocarrils Directes, va entrar en servei l'any 1890 quan va entrar en servei el tram construït per la Companyia dels Ferrocarrils de Tarragona a Barcelona i França (TBF) entre Reus i Marçà-Falset. L'any 2011 hi havia uns 12 trens que feien parada a l'estació, l'edifici de viatgers es troba tancat i no hi ha personal. Disposa d'instal·laciones logístiques de mercaderies.
El febrer de 2017 un jove francès de 15 anys va morir electrocutat a l'estació. L'ajuntament del municipi va aprofitar per reclamar a Adif més inversió per a rehabilitar l'edifici i l'entorn de l'estació, que no tenia vigilància ni personal de venda de bitllets. El gener de 2018 hi va haver un incendi en les proximitats de l'estació.

## Serveis ferroviaris
| Serveis regionals de Rodalies de Catalunya |                      |       |      |                             |
| Procedència/Destinació                     | <                    | Línia | >    | Procedència/Destinació      |
| Móra la Nova Flix Riba-roja d'Ebre         | Riudecanyes-Botarell |       | Reus | Barcelona-Estació de França |
| Casp Saragossa-Delicias Madrid-Chamartín   | Marçà-Falset¹        |       | Reus | Barcelona-Estació de França |

1. Alguns regionals no efectuen parada entre Les Borges del Camp i Marçà-Falset, sent la següent o anterior Marçà-Falset.